# Beaubec-la-Rosière
Beaubec-la-Rosière é uma comuna francesa na região administrativa da Normandia, no departamento de Sena Marítimo. Estende-se por uma área de 13 km². Em 2010 a comuna tinha 512 habitantes (densidade: 39,4 hab./km²).